# Sân bay Bardufoss
Sân bay Bardufoss (IATA: BDU, ICAO: ENDU) (tiếng Na Uy: Bardufoss lufthavn) là một sân bay tọa lạc ở đô thị Målselv ở Troms, Bắc Na Uy. Sân bay chủ yếu phục vụ quân sự nhưng cũng có các tuyến bay dân dụng. Năm 2005, sân bay này phục vụ 155.038 lượt khách.
Norwegian Air Shuttle hiện có tuyến bay hàng ngày bằng máy bay Boeing 737 nối với Sân bay Oslo, Gardermoen.
Trường hàng không Na Uy (NAC) nằm ở sân bay này, ở đây cũng có câu lạc bộ bay (Bardufoss Flyklubb Lưu trữ ngày 29 tháng 4 năm 2010 tại Wayback Machine) và câu lạc bộ nhảy dù (Troms Fallskjermklubb Lưu trữ ngày 5 tháng 4 năm 2009 tại Wayback Machine).
Sân bay được thiết lập năm 1938.

## Các hãng hàng không và tuyến bay
- Norwegian Air Shuttle (Oslo-Gardermoen)